# 第三帕提亚军团
第三帕提亚军团（英語：Legio III Parthica）古罗马军队建制名称。由罗马帝国君主塞普蒂米烏斯·塞維魯于公元197年所成立，该军团长期活动于罗马帝国统治下的东部省区并参加罗马－波斯战争，约持续存在至5世纪早期，具有重要地影响与积极意义。

## 扩展阅读
- livius.org account of Legio III Parthica（页面存档备份，存于）